# Serpocaulon
Serpocaulon är ett släkte av stensöteväxter. Serpocaulon ingår i familjen Polypodiaceae.

## Dottertaxa tillSerpocaulon, i alfabetisk ordning[1]
- Serpocaulon acuminatum
- Serpocaulon adnatum
- Serpocaulon appressum
- Serpocaulon attenuatum
- Serpocaulon caceresii
- Serpocaulon catharinae
- Serpocaulon chachapoyense
- Serpocaulon concolorum
- Serpocaulon crystalloneuron
- Serpocaulon dasypleuron
- Serpocaulon dissimile
- Serpocaulon eleutherophlebium
- Serpocaulon falcaria
- Serpocaulon fraxinifolium
- Serpocaulon funckii
- Serpocaulon giganteum
- Serpocaulon gilliesii
- Serpocaulon glandulosissimum
- Serpocaulon intricatum
- Serpocaulon lasiopus
- Serpocaulon latipes
- Serpocaulon latissimum
- Serpocaulon levigatum
- Serpocaulon loriceum
- Serpocaulon loriciforme
- Serpocaulon maritimum
- Serpocaulon meniscifolium
- Serpocaulon mexiae
- Serpocaulon nanegalense
- Serpocaulon panorense
- Serpocaulon patentissimum
- Serpocaulon polystichum
- Serpocaulon ptilorhizon
- Serpocaulon richardii
- Serpocaulon sehnemii
- Serpocaulon semipinnatifidum
- Serpocaulon sessilifolium
- Serpocaulon silvulae
- Serpocaulon subandinum
- Serpocaulon triseriale
- Serpocaulon vacillans
- Serpocaulon wagneri